# Dasya
Genre
Synonymes
- Baillouviana Adanson, 1763[1]
- Eupogonium Kützing, 1843[1]
- Pogonophora J.Agardh, 1890[1]
- Pogonophorella P.C. Silva[2]
- Pogonophorella P.C.Silva, 1952[1]
- Rhodonema G.Martens, 1824[1]

Dasya est un genre d'algues rouges de la famille des Ceramiaceae, comprenant une centaine d'espèces.

## Systématique
Le genre Dasya a été créé en 1824 par le botaniste suédois Carl Adolph Agardh (1785-1859) avec pour espèce type Dasya baillouviana (S.G.Gmelin) Montagne, 1841. 

## Étymologie
Le nom vient du genre type Dasya, dérivé du grec δασύς / dasýs, « velu, poilu ».

## Liste d'espèces
Selon BioLib (5 septembre 2021) :
- Dasya baillouviana
- Dasya binghamiae A.J.K.Millar
- Dasya collinsiana
- Dasya corymbifera
- Dasya hutchinsiae
- Dasya ocellata
- Dasya pedicellata (C. Agardh) C. Agardh
- Dasya rigidula
- Dasya sinicola (Setchell & Gardner) Dawson

Selon ITIS (5 septembre 2021) :
- Dasya baillouviana
- Dasya collinsiana
- Dasya corymbifera
- Dasya hutchinsiae
- Dasya ocellata
- Dasya pedicellata (C. Agardh) C. Agardh
- Dasya rigidula
- Dasya sinicola (Setchell & Gardner) Dawson

Selon NCBI (5 septembre 2021) :
- Dasya anastomosans Dasyopsis anastomosans Weber Bosse, 1921
- Dasya baillouviana
- Dasya binghamiae A.J.K.Millar 1996
- Dasya caraibica Boergesen 1919
- Dasya collabens
- Dasya collinsiana M.Howe 1918
- Dasya corymbifera J.Agardh
- Dasya cryptica Schneider, Quach & Lane 2017
- Dasya elongata
- Dasya enomotoi Y.Yamagishi, M.Masuda & T.Abe, 2014
- Dasya hutchinsiae
- Dasya iridescens Eupogodon iridescens Schlech, 1990
- Dasya kristeniae I.A.Abbott
- Dasya murrayana I.A.Abbott & A.J.K.Millar
- Dasya naccarioides Harvey 1844
- Dasya ocellata Ceramium ocellatum Grateloup, 1806
- Dasya sessilis Yamada 1928
- Dasya sinicola Heterosiphonia sinicola Setchell & N.L.Gardner, 1924
- Dasya spinuligera Collins & Hervey 1917
- Dasya villosa

Selon World Register of Marine Species (5 septembre 2021) :
- sous-genre Dasya subg. Compsoteia
- sous-genre Dasya subg. Dasyopsis
- sous-genre Dasya subg. Eupogodon
- sous-genre Dasya subg. Lophothalia
- sous-genre Dasya subg. Pachydasya
- sous-genre Dasya subg. Rhodonema
- Dasya abbottiana D.L.Ballantine & N.E.Aponte, 2004
- Dasya adela Heggøy, Rueness & Sjøtun, 2016
- Dasya anastomosans (Weber-van Bosse) M.J.Wynne, 2002
- Dasya antillarum (M.A.Howe) A.J.K.Millar, 1996
- Dasya aperta (Weber Bosse) A.J.K.Millar, 1996
- Dasya apiculata (C.Agardh) J.Agardh, 1863
- Dasya atactica J.Agardh, 1890
- Dasya atropurpurea Vroom, 2005
- Dasya baillouviana (S.G.Gmelin) Montagne, 1841
- Dasya baldockii Parsons & Womersley, 1998
- Dasya binghamiae A.J.K.Millar, 1996
- Dasya boninensis M.Masuda, A.Kurihara & K.Kogame, 2007
- Dasya brasiliensis E.C.Oliveira Filho & Y.Y.Braga, 1971
- Dasya capillaris J.D.Hooker & Harvey, 1847
- Dasya caraibica Børgesen, 1919
- Dasya ceramioides Harvey, 1844
- Dasya cernua A.J.K.Millar, 1990
- Dasya chilensis (Kützing) Montagne
- Dasya clavigera (Womersley) Parsons, 1975
- Dasya cliftonii Harvey, 1855
- Dasya collabens J.D.Hooker & Harvey, 1845
- Dasya collinsiana M.A.Howe, 1918
- Dasya comata Parsons & Womersley, 1998
- Dasya concinna (J.D.Hooker & Harvey) J.Agardh
- Dasya corymbifera J.Agardh, 1841
- Dasya crassa J.Agardh
- Dasya crescens Parsons & Womersley, 1998
- Dasya crinita Parsons & Womersley, 1998
- Dasya crouaniana J.Agardh, 1890
- Dasya cryptica C.W.Schneid., Quach & C.E.Lane, 2017
- Dasya cuspidifera Sonder, 1871
- Dasya cylindrica Noda, 1972
- Dasya dalmatica Meneghini
- Dasya dichotomoflabellata P.L.Crouan & H.M.Crouan
- Dasya divaricata Zanardini
- Dasya divergens Parsons & Womersley, 1998
- Dasya eastwoodae Setchell & N.L.Gardner, 1930
- Dasya echigoensis Noda, 1972
- Dasya echinata Stegenga, Bolton & R.J.Anderson, 1997
- Dasya elongata Noda, 1972
- Dasya elongata Sonder, 1845
- Dasya enomotoi Y.Yamagishi, M.Masuda & T.Abe, 2014
- Dasya extensa Sonder ex Kützing, 1864
- Dasya festiva Meneghini
- Dasya flagellifera Børgesen, 1934
- Dasya flocculosa Zanardini, 1858
- Dasya frutescens Harvey, 1855
- Dasya fruticulosa A.H.S.Lucas, 1935
- Dasya guernisaci (P.L.Crouan & H.M.Crouan) P.L.Crouan & H.M.Crouan
- Dasya haffiae Harvey, 1859
- Dasya haitiana S.Fredericq & J.N.Norris, 1986
- Dasya hapalathrix Harvey, 1859
- Dasya harveyi Ashmead, 1858
- Dasya helenae Farlow
- Dasya hookeri Parsons & Womersley, 1998
- Dasya hussoniana Montagne, 1849
- Dasya hutchinsiae Harvey, 1833
- Dasya iridescens (Schlech) A.J.K.Millar & I.A.Abbott, 1996
- Dasya iyengarii Børgesen, 1937
- Dasya kamortensis V.Krishnamurthy & Varadarajan, 1992
- Dasya kraftii Parsons & Womersley, 1998
- Dasya kristeniae I.A.Abbott, 1998
- Dasya kuetzingiana Biasoletto
- Dasya lauterbachii Askenasy & Schmidle
- Dasya longifila M.Masuda & S.Uwai, 2003
- Dasya macroura Harvey
- Dasya macrura Meneghini
- Dasya magnei D.L.Ballantine, 2000
- Dasya malaccensis Masuda & Uwai, 2003
- Dasya minor Noda, 1971
- Dasya mollis Harvey, 1853
- Dasya murrayana I.A.Abbott & A.J.K.Millar, 1998
- Dasya naccarioides Harvey, 1844
- Dasya ocellata (Grateloup) Harvey, 1833
- Dasya ornithorhyncha Montagne
- Dasya pachyclada Harvey, 1863
- Dasya pacifica Harvey ex J.Agardh, 1863
- Dasya pallescens Kützing
- Dasya palmatifida (Weber-van Bosse) A.J.K.Millar & Coppejans, 2000
- Dasya patens Greville
- Dasya patentissima Pena-Martín, M.B.Crespo & Gómez Garreta, 2014
- Dasya penicillata Zanardini, 1865
- Dasya petrophila W.R.Taylor
- Dasya pinnatifolia (Suhr) F.Schmitz
- Dasya puertoricensis I.Y.López-Piñero & D.L.Ballantine, 2001
- Dasya punicea (Zanardini) Meneghini ex Zanardini, 1841
- Dasya quadrispora Parsons & Womersley, 1998
- Dasya ramosissima Harvey, 1853
- Dasya rigescens Zanardini, 1865
- Dasya rigidula (Kützing) Ardissone, 1878
- Dasya roslyniae A.J.K.Millar & Chidgey, 1996
- Dasya sanguinea Montagne
- Dasya schmidtiana Sonder
- Dasya scoparia Harvey, 1841
- Dasya scopulifera Harvey, 1863
- Dasya sessilis Yamada, 1928
- Dasya sinicola (Setchell & N.L.Gardner) E.Y.Dawson, 1959
- Dasya spinigera E.Y.Dawson, 1963
- Dasya spinuligera Collins & Hervey, 1917
- Dasya spinulosa C.Agardh
- Dasya spongiosa C.Agardh
- Dasya spyridioides Falkenberg, 1901
- Dasya stanleyi (Weber-van Bosse) A.J.K.Millar, 1996
- Dasya subtilis Lindauer, 1949
- Dasya tenuis Parsons & Womersley, 1998
- Dasya trichoclados (Agardh) J.Agardh
- Dasya trichophora A.J.K.Millar, 1990
- Dasya ulhasii S.U.Jadiuye & P.S.N.Rao, 2007
- Dasya villosa Harvey, 1844
- Dasya wilsonis J.Agardh, 1890

Selon World Register of Marine Species (5 septembre 2021) :
- Dasya abbottiana D.L.Ballantine & N.E.Aponte, 2004
- Dasya adela Heggøy, Rueness & Sjøtun, 2016
- Dasya anastomosans (Weber-van Bosse) M.J.Wynne, 2002
- Dasya antillarum (M.A.Howe) A.J.K.Millar, 1996
- Dasya aperta (Weber Bosse) A.J.K.Millar, 1996
- Dasya apiculata (C.Agardh) J.Agardh, 1863
- Dasya atactica J.Agardh, 1890
- Dasya atropurpurea Vroom, 2005
- Dasya baillouviana (S.G.Gmelin) Montagne, 1841
- Dasya baldockii Parsons & Womersley, 1998
- Dasya binghamiae A.J.K.Millar, 1996
- Dasya boninensis M.Masuda, A.Kurihara & K.Kogame, 2007
- Dasya brasiliensis E.C.Oliveira Filho & Y.Y.Braga, 1971
- Dasya capillaris J.D.Hooker & Harvey, 1847
- Dasya caraibica Børgesen, 1919
- Dasya ceramioides Harvey, 1844
- Dasya cernua A.J.K.Millar, 1990
- Dasya chilensis (Kützing) Montagne
- Dasya clavigera (Womersley) Parsons, 1975
- Dasya cliftonii Harvey, 1855
- Dasya collabens J.D.Hooker & Harvey, 1845
- Dasya collinsiana M.A.Howe, 1918
- Dasya comata Parsons & Womersley, 1998
- Dasya corymbifera J.Agardh, 1841
- Dasya crassa J.Agardh
- Dasya crescens Parsons & Womersley, 1998
- Dasya crinita Parsons & Womersley, 1998
- Dasya crouaniana J.Agardh, 1890
- Dasya cryptica C.W.Schneid., Quach & C.E.Lane, 2017
- Dasya cuspidifera Sonder, 1871
- Dasya cylindrica Noda, 1972
- Dasya dalmatica Meneghini
- Dasya divergens Parsons & Womersley, 1998
- Dasya eastwoodae Setchell & N.L.Gardner, 1930
- Dasya echigoensis Noda, 1972
- Dasya echinata Stegenga, Bolton & R.J.Anderson, 1997
- Dasya elongata Noda, 1972
- Dasya elongata Sonder, 1845
- Dasya enomotoi Y.Yamagishi, M.Masuda & T.Abe, 2014
- Dasya extensa Sonder ex Kützing, 1864
- Dasya festiva Meneghini
- Dasya flagellifera Børgesen, 1934
- Dasya flocculosa Zanardini, 1858
- Dasya frutescens Harvey, 1855
- Dasya fruticulosa A.H.S.Lucas, 1935
- Dasya haffiae Harvey, 1859
- Dasya haitiana S.Fredericq & J.N.Norris, 1986
- Dasya hapalathrix Harvey, 1859
- Dasya harveyi Ashmead, 1858
- Dasya helenae Farlow
- Dasya hookeri Parsons & Womersley, 1998
- Dasya hussoniana Montagne, 1849
- Dasya hutchinsiae Harvey, 1833
- Dasya iridescens (Schlech) A.J.K.Millar & I.A.Abbott, 1996
- Dasya iyengarii Børgesen, 1937
- Dasya kamortensis V.Krishnamurthy & Varadarajan, 1992
- Dasya kraftii Parsons & Womersley, 1998
- Dasya kristeniae I.A.Abbott, 1998
- Dasya kuetzingiana Biasoletto
- Dasya lauterbachii Askenasy & Schmidle
- Dasya longifila M.Masuda & S.Uwai, 2003
- Dasya macroura Harvey
- Dasya macrura Meneghini
- Dasya magnei D.L.Ballantine, 2000
- Dasya malaccensis Masuda & Uwai, 2003
- Dasya minor Noda, 1971
- Dasya mollis Harvey, 1853
- Dasya murrayana I.A.Abbott & A.J.K.Millar, 1998
- Dasya naccarioides Harvey, 1844
- Dasya ocellata (Grateloup) Harvey, 1833
- Dasya ornithorhyncha Montagne
- Dasya pachyclada Harvey, 1863
- Dasya pacifica Harvey ex J.Agardh, 1863
- Dasya pallescens Kützing
- Dasya palmatifida (Weber-van Bosse) A.J.K.Millar & Coppejans, 2000
- Dasya patens Greville
- Dasya patentissima Pena-Martín, M.B.Crespo & Gómez Garreta, 2014
- Dasya penicillata Zanardini, 1865
- Dasya petrophila W.R.Taylor
- Dasya puertoricensis I.Y.López-Piñero & D.L.Ballantine, 2001
- Dasya punicea (Zanardini) Meneghini ex Zanardini, 1841
- Dasya quadrispora Parsons & Womersley, 1998
- Dasya ramosissima Harvey, 1853
- Dasya rigescens Zanardini, 1865
- Dasya rigidula (Kützing) Ardissone, 1878
- Dasya roslyniae A.J.K.Millar & Chidgey, 1996
- Dasya scoparia Harvey, 1841
- Dasya scopulifera Harvey, 1863
- Dasya sessilis Yamada, 1928
- Dasya sinicola (Setchell & N.L.Gardner) E.Y.Dawson, 1959
- Dasya spinigera E.Y.Dawson, 1963
- Dasya spinuligera Collins & Hervey, 1917
- Dasya spongiosa C.Agardh
- Dasya spyridioides Falkenberg, 1901
- Dasya stanleyi (Weber-van Bosse) A.J.K.Millar, 1996
- Dasya subtilis Lindauer, 1949
- Dasya tenuis Parsons & Womersley, 1998
- Dasya trichophora A.J.K.Millar, 1990
- Dasya ulhasii S.U.Jadiuye & P.S.N.Rao, 2007
- Dasya villosa Harvey, 1844